# North Chailey
North Chailey – osada w Anglii, w hrabstwie East Sussex. Leży 11 km od miasta Lewes i 60,7 km od Londynu. W 2015 miejscowość liczyła 1054 mieszkańców.